# Hästhagen, Vislanda

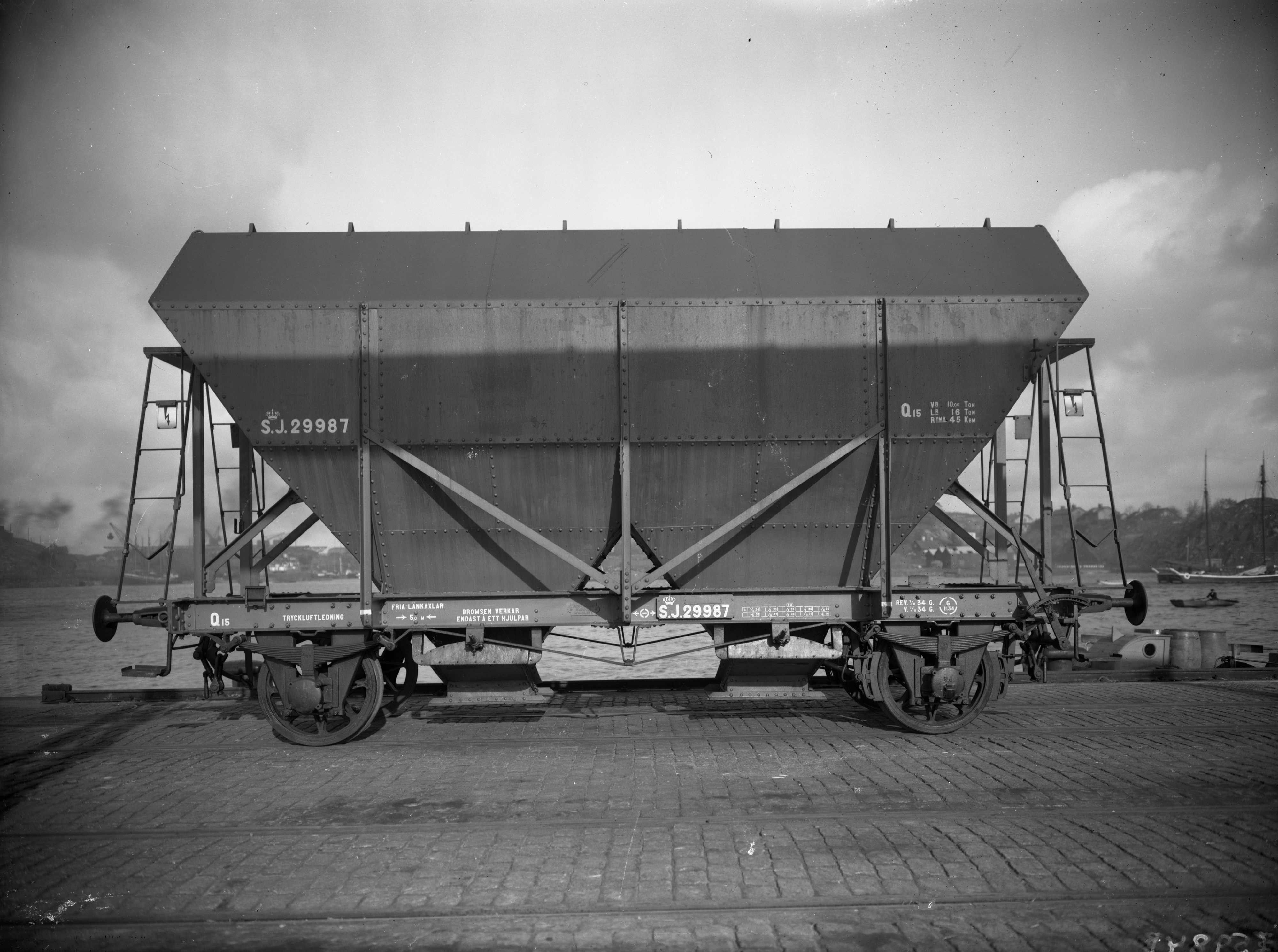
SJ cisternvagn med bottentömning, littera Q15, för 10 ton torvpulver. Fotot taget 1034.

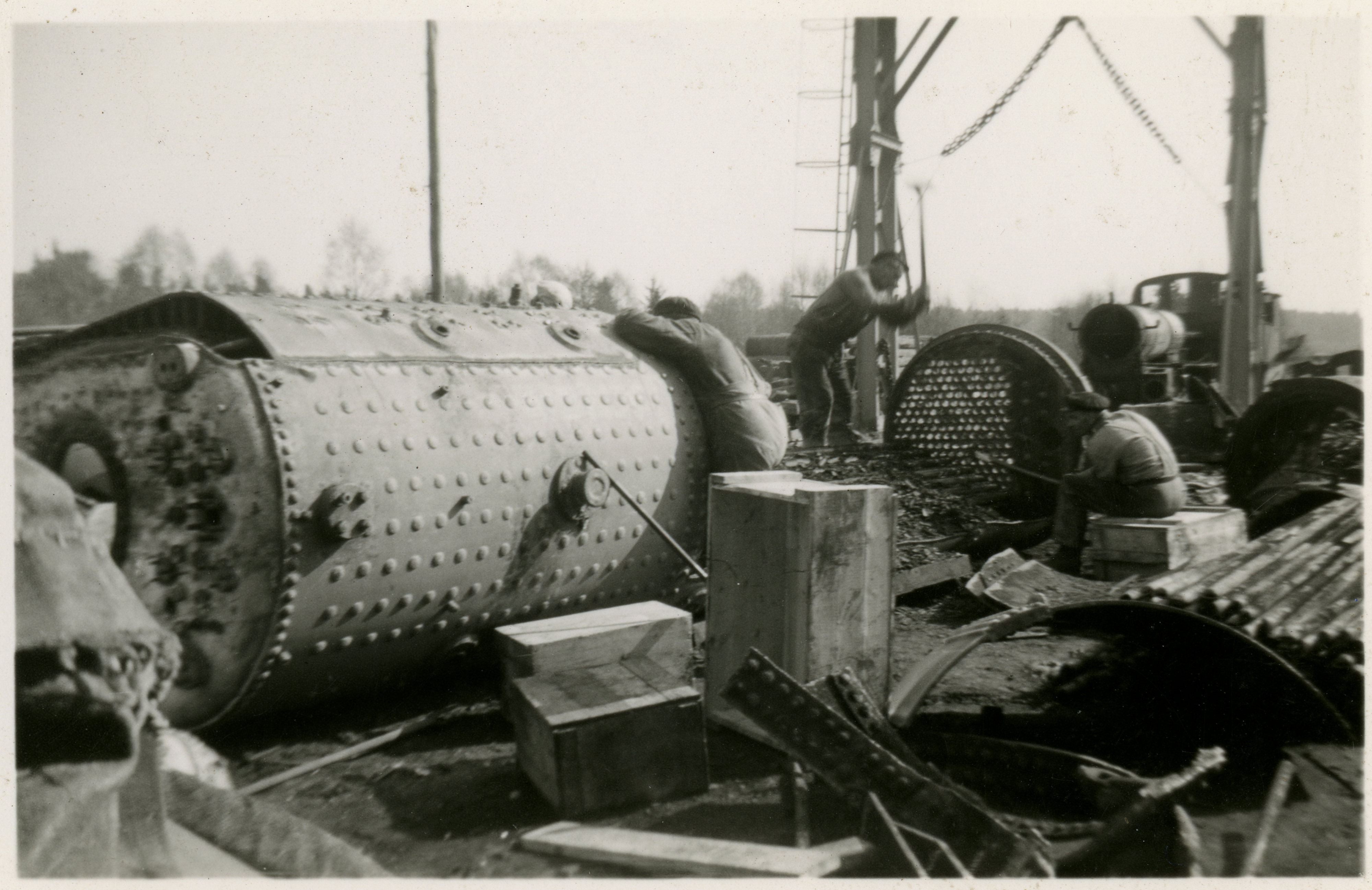
Skrotningsplatsen på Hästhagen, tidigast 1932

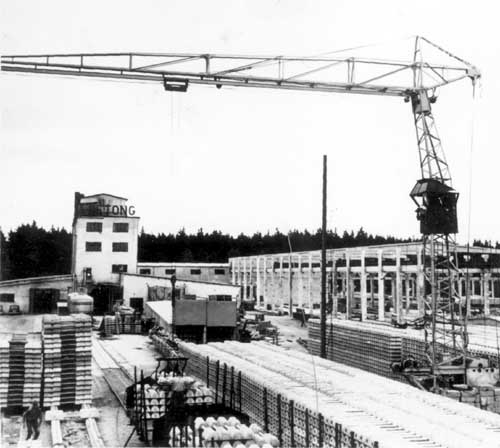
Abetongs fabrik i Vislanda på 1960-talet.

Hästhagen är ett industriområde och en torvmosse tre kilometer sydost om Vislanda i Alvesta kommun, där Statens Järnvägar under första världskriget uppförde en torvpulverfabrik för att ersätta kol som bränsle i ånglok.

## Torvpulverfabriken
År 1914 skedde försök med torvpulvereldning av ett SJ-lokomotiv av littera E för att bekräfta om det var användbart som bränsle för ånglok. SJ:s torvpulverfabrik anlades 1917 vid Hästhagens mosse efter ett riksdagsbeslut som ett storskaligt driftsförsök att ersätta kol med torv under rådande period med svårigheter att importera kol. Tekniken för att förädla torv till pulver och briketter hade under denna tid utvecklats i Sverige, och det politiska önskemålet att minska beroendet av utländska bränslen var stort. Avsikten var att tillverka 20.000 ton torvpulver per år, men endast hälften av denna kvantitet uppnåddes. Vid själva fabriken var 45 man anställda och i torvupptagningen 80, vartill kom tidvis ett hundratal, ofta minderåriga, för vändning och kupning av torven.  
Fabriken låg vid den smalspåriga Karlshamn–Vislanda järnväg (spårvidd 1067 mm). I samband med anläggandet av SJ:s torvpulverfabrik byggdes den omkring tre kilometer långa sträckan Vislanda–Hästhagen om till treskensspår. Det anlades också en industribana med 600 mm spårvidd ut på torvmossen. Entreprenör för anläggandet var AB Torv i Jönköping, baserat på en av Herman Ekelund patenterad process.
Torvpulvret användes för att driva lok av littera Cd med anordningar för torvpulvermatning till eldstaden på bansträckan mellan Nässjö och Falköping.
Torvpulveranvändningen blev markant oekonomisk efter första världskriget, med lägre kolpriser, och redan från 1923 diskuterades en nedläggning. Järnvägsstyrelsen förordade under många är nedläggning, men regeringen avslog år efter år begäran 1925–1929 bland annat mot bakgrund av lokala protester. Riksdagen fattade 1930 beslut om nedläggning under 1932 på grundval av en Kungl.Maj:ts proposition 1930:64.

## Skrotningsplats för järnvägsmaterial
Efter nedläggningen av torvpulverfabriken användes fabriksområdet från 1932 av Statens Järnvägar som skrotningsplats  för lokomotiv och annat järnvägsmaterial. Senare tillkom i närheten även sågverk, impregneringsverk, tjär- och kolugnar. Under andra världskriget bedrevs åter torvtäkt, nu av AB Svensk Torvförädlings och Södra Sveriges Torvkol AB på Hästhagens mosse. Impregneringsverket kom senare i Södra Sveriges skogsägarförenings ägo. Dessa industrier är nedlagda sedan länge, liksom övrig träindustri i området. Svenska Torv AB återupptog för någon period bränntorvtäkten på Hästhagsmossen.
Skrotningsplatsen övertogs 1989 av AB Gotthard Nilsson. Skrotningen av SJ-lok och vagnar fortsatte även efter försäljningen, men i mindre omfattning. Stena Recycling, som 1999 köpt Gotthard Nilsson, fortsatte skrotning på platsen till 2015.

## Betongvarufabrik
År 1950 anlade Vislanda Cementvarufabrik (senare Abetong) en betongvarufabrik i Hästhagen. Denna industri expanderade snabbt och övertog torvfabrikernas område efter deras nedläggning. 
Betongvarufabriken är numera "Vislanda S-fabriken" inom Heidelberg Materials Precast Abetong med omkring 100 anställda och  tillverkar huvudspårsliprar, växelsliprar, pelare, slaka och förspända balkar, väggelement, bassängelement samt skalväggar.

## Solenergipark
Danska European Energy A/S planerar att på Hästhagens mosse anlägga ett solcellskraftverk med en installerad kapacitet på 69 MW. Länsstyrelsen i Kronobergs län lämnade tillstånd i mars 2023.